# Lubin
Lubin (in tedesco Lüben) è una città della Polonia di 76306 abitanti posta nel distretto di Lubin, nel voivodato della Bassa Slesia. Ricopre una superficie di 40,77 km².
Appartenente al voivodato della Bassa Slesia dal 1999, in precedenza faceva parte del voivodato di Legnica (1975-1998). È una delle città polacche più dinamiche in termini di sviluppo economico. Vi ha sede il quartier generale della terza multinazionale polacca più grande, la KGHM Polska Miedź.
La città fu fondata nel Medioevo durante il regno della dinastia Piast in Polonia.

## Monumenti e luoghi d'interesse
- Battifredo di Głogów (Baszta Głogowska), gotico
- Cappella del castello (Kaplica zamkowa), gotica
- Chiesa di Santa Maria di Częstochowa (Kościół Matki Bożej Częstochowskiej w Lubinie) con un campanile, gotica
- Mura urbane, medievali
- Municipio (Ratusz), barocco, sede del Museo storico
- Chiesa della Natività della Beata Vergine Maria (Kościół Narodzenia Najświętszej Maryi Panny)
- Chiesa del Sacro Cuore di Gesù (Kościół Najświętszego Serca Pana Jezusa), neogotica
- Corpo di guardia (Odwach)
- Technikum nr 1 (scuola tecnica)
- Chiesa di Santa Domenica (Kościół św. Dominiki)
- Vecchie case
- Monumento alla memoria delle vittime di Lubin del 1982

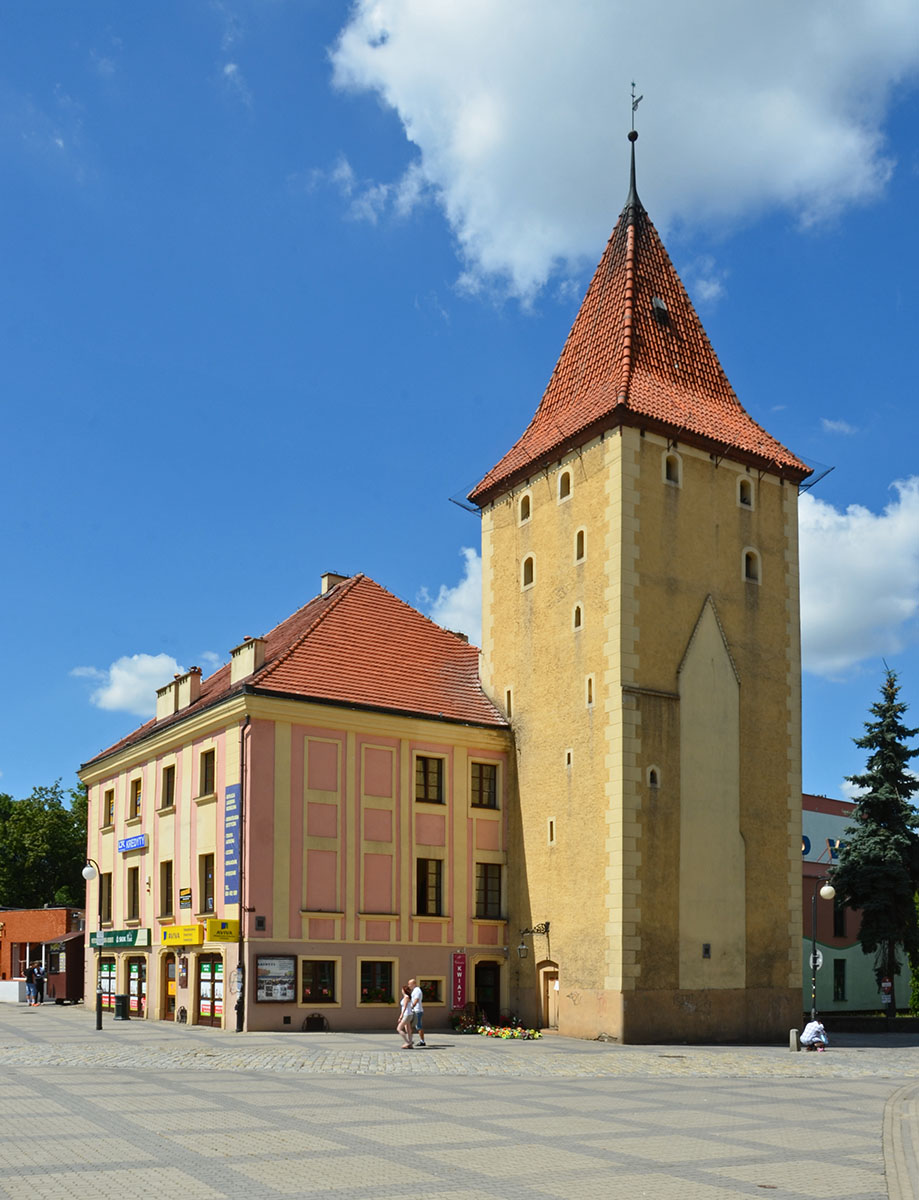
Torre di Głogów
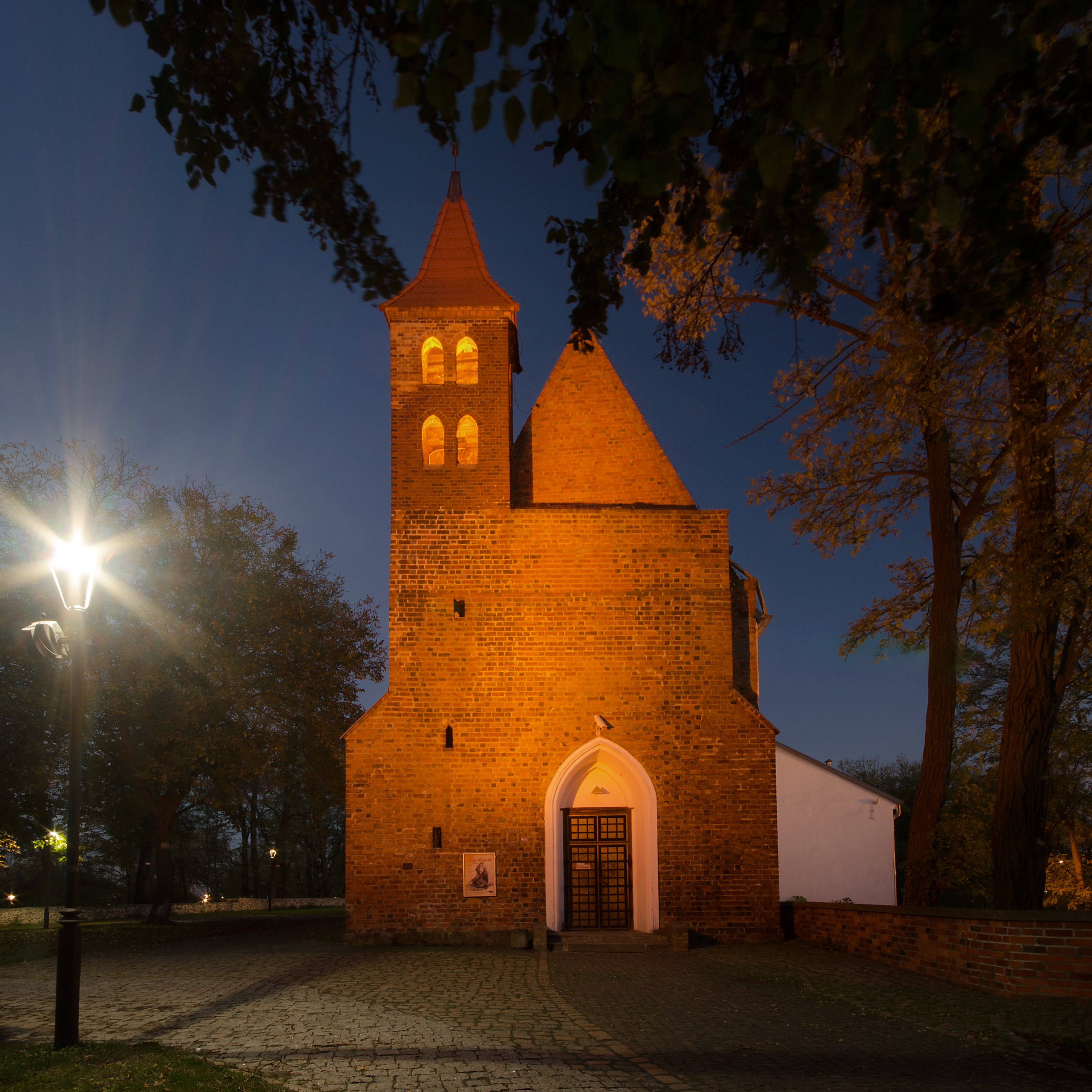
Cappella del castello
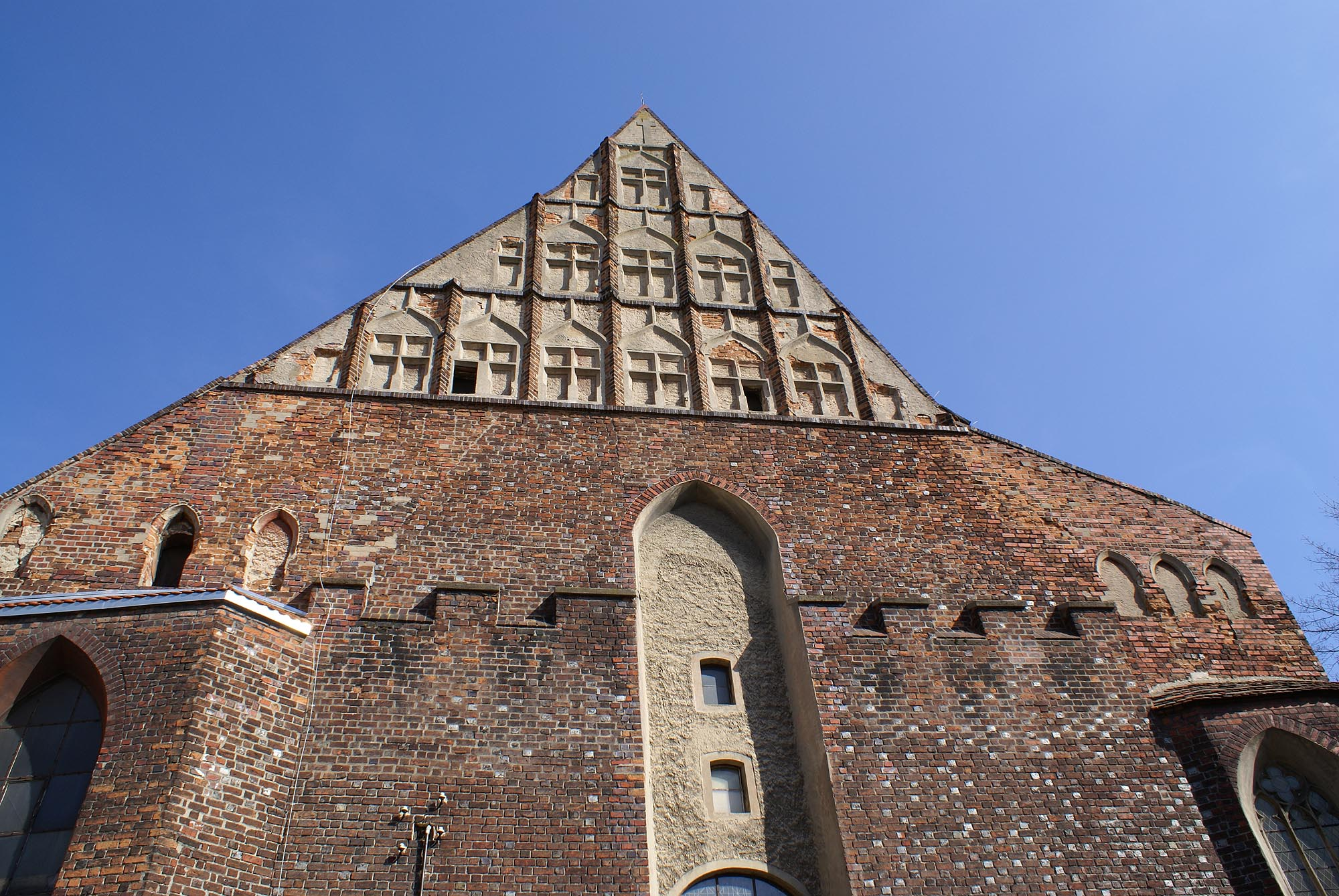
Chiesa di Nostra Signora di Częstochowa
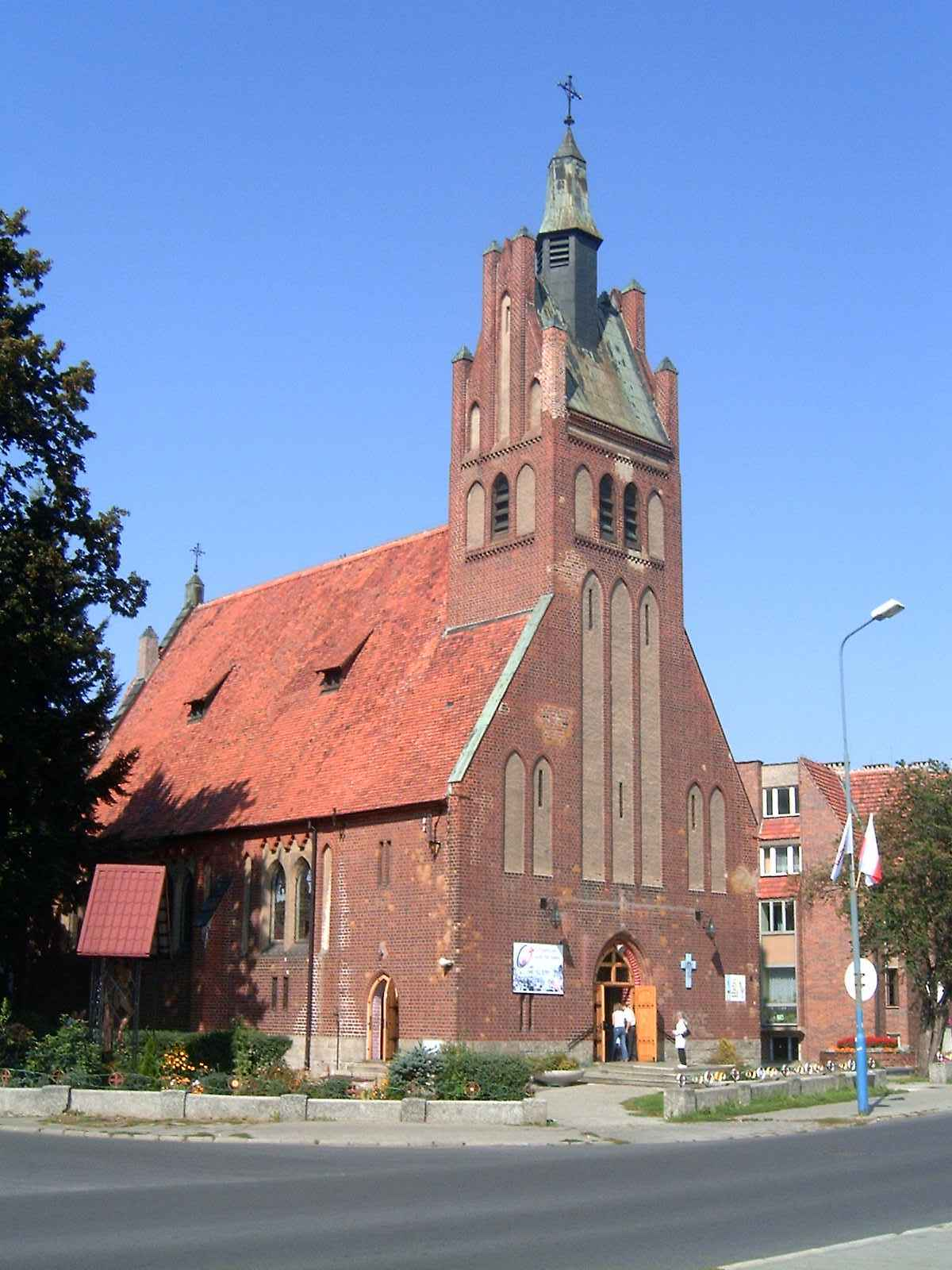
Chiesa del Sacro Cuore di Gesù
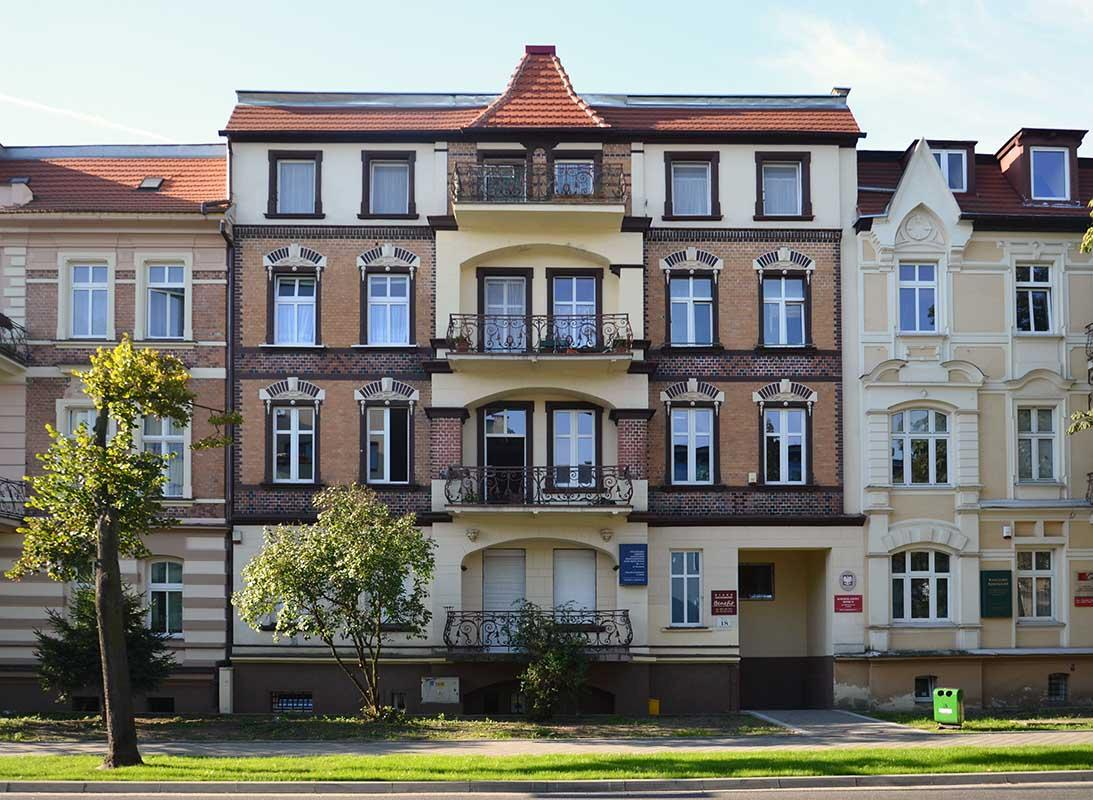
Vecchie case

## Sport

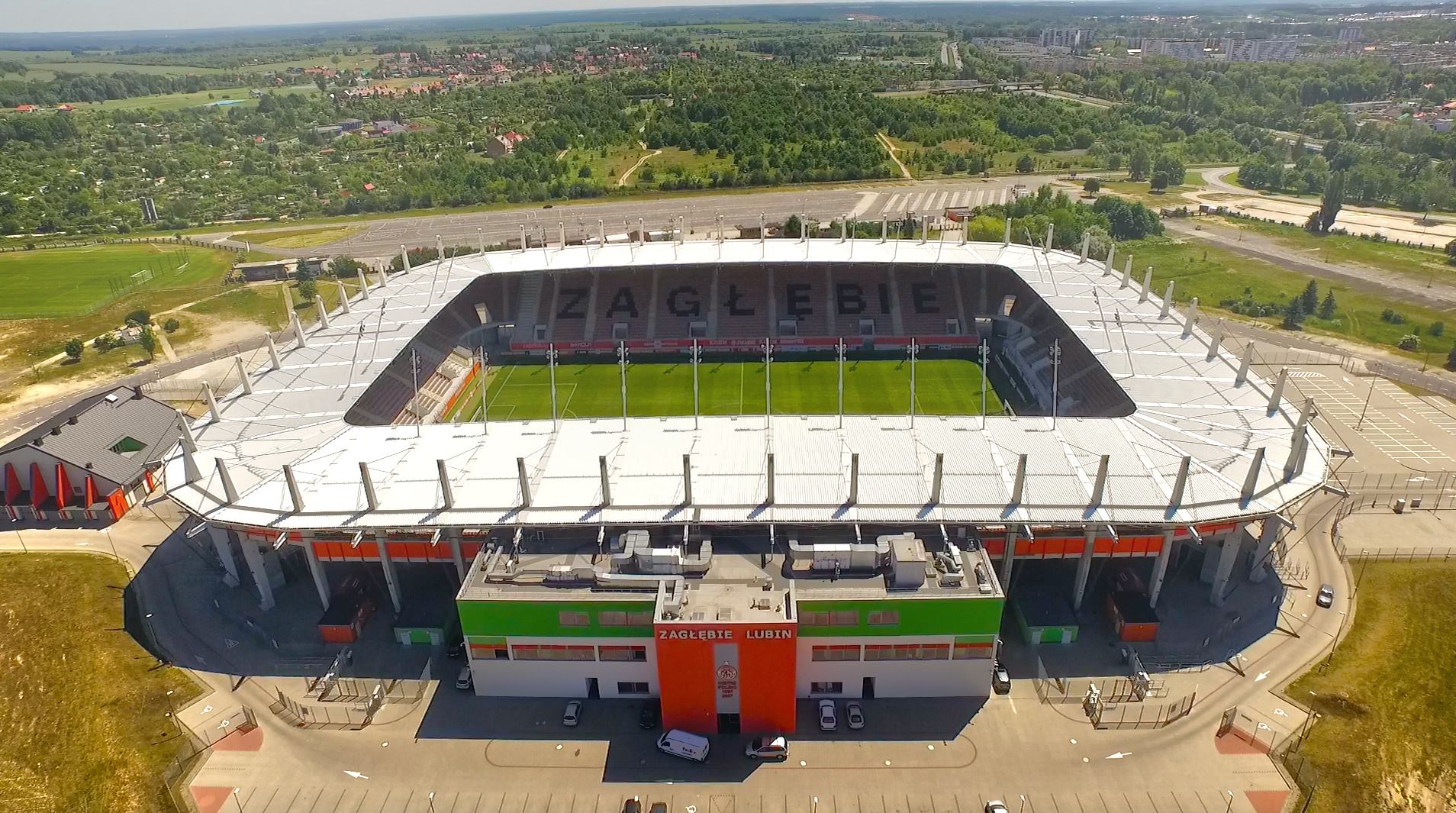
Stadio di calcio

Le maggiori squadre della città sono nel calcio lo Zagłębie Lubin e nella pallamano l'MKS Zagłębie Lubin.
La squadra gioca allo Stadion GOS, abbreviazione di Górniczy Ośrodek Sportu, ed ha una capienza di circa 16.000 posti. Ogni sabato mattino si svolge, intorno al perimetro dello stadio, un'importante Fiera Automobilistica (Giełda samochodowa) dove si possono acquistare pezzi di ricambio (usati e nuovi) di auto di ogni genere.

## Turismo
La cittadina è posta al 51,8º km del Sentiero regio polacco.